# Кубаївка
Куба́ївка — село в Україні, у Коломийській міській громаді Коломийського району Івано-Франківської області.

## Історія
2 жовтня 1944 року біля с. Кубаївка боївка під керівництвом провідника «Шварна» (Дмитро Найдич із села Ланів Галицького району) вела бій з оперативною боївкою НКҐБ, у висліді якої впав ст. лейтенант Колєсніков.

## Пам'ятки
- Стайки — заповідне урочище.

## Люди
В селі народилася Сабадаш Михайлина Олександрівна (1912—1996) — українська вишивальниця.